# Dipartimento di Doce de Octubre
Doce de Octubre è un dipartimento argentino, situato nella parte occidentale della provincia del Chaco, con capoluogo General Pinedo.

## Geografia fisica
Esso confina con i dipartimenti di Chacabuco, Mayor Luis Jorge Fontana, Dos de Abril, Fray Justo Santa María de Oro e con la provincia di Santiago del Estero.

## Società

### Evoluzione demografica
Secondo il censimento del 2001, su un territorio di 2.576 km², la popolazione ammontava a 20.149 abitanti, con un aumento demografico del 28,13% rispetto al censimento del 1991.

## Amministrazione
Nel 2001, oltre al capoluogo General Pinedo, il dipartimento comprendeva i seguenti municipios:
- Gancedo
- General Capdevila

Fa parte del dipartimento anche la delegazione municipale di Pampa Landriel.